# عمارة ميانمار

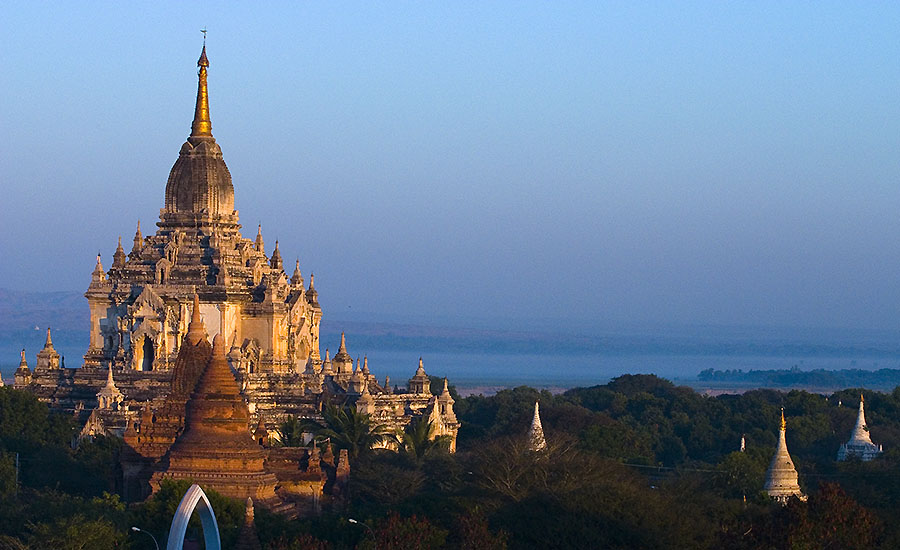

تتضمن عمارة ميانمار (المعروفة سابقًا باسم بورما)، في جنوب شرق آسيا، أساليبًا معمارية تعكس تأثير الدول الغربية والمجاورة والتحديث. تشمل أبرز المباني في البلاد كلًا من الباغودا البوذية والستوبا والمعابد والمباني الاستعمارية البريطانية والهياكل الحديثة وتلك التي أُعيد تأهيلها. تُستخدم العمارة التقليدية في ميانمار بشكل أساسي للعبادة والحج وتخزين الآثار البوذية والنشاط السياسي والسياحة.

## التاريخ والتأثيرات

### التأثير الهندي المبكر
يرتبط جزء كبير من عمارة ميانمار بالثقافة الهندية القديمة، ويمكن إرجاعها إلى أقدم سكان معروفين في البلاد. خلال فترة دولة مدينة بيوـ بُنيت الستوبا اسطوانية الشكل مع أربعة مداخل، وغالبًا ما أُرفقت بمظلة (هتي). شكل شعبا مون وبيو أول مجموعتين هاجرتا إلى ميانمار، وكانا من أوائل المعتنقين لديانة تيرافادا البوذية. يحتوي بيكثانو، وهو أحد مراكز بيو الأولى، على أسس حضرية تشمل ديرًا وهياكل تشبه ستوبا. بُنيت مباني الستوبا هذه، وهي أول إنشاءات في ميانمار، منذ عام 200 قبل الميلاد وحتى عام 100 ميلادي، واستُخدمت في بعض الأحيان لدفن الموتى. تعلو كلًا من مباني الستوبا المبكرة والمعابد ومباني الباغودا، الهتي (مظلة) أو حلية زخرفية تعلو القبة (فينال) أو برج مدبب (سباير)، وهي ترمز إلى سمو ديانة الثرافادا البوذية.

### فترة باغان
أسس البرماويون بحلول القرن التاسع مملكة مركزها باغان. وحد الملك آناوراهتا منطقة وادي إيراوادي وأسس إمبراطورية باغان. أصبحت باغان التي تضم أكثر من عشرة آلاف مبنى من الستوبا والباغودا ذات الطوب الأحمر في ميانمار، مركزًا للعمارة البوذية بحلول منتصف القرن الثاني عشر. خلال هذه الفترة، حولت الستوبا التي حملت أسلوب بيو إلى آثار تذكرنا بأوعية الصدقات أو القباب على شكل القرع والطوب غير المشوي والأسقف المستدقة والمرتفعة وكوات بوذا والأقواس متعددة الفصوص والمداخل المزخرفة المتأثرة بإمبراطورية بالا الهندية وآثارها. استُخدم الجص على نطاق واسع في باغان، وخاصة من قبل شعب مون. تشمل الملامح الجصية لمنشآت باغان الجصية الأكاليل واللهب أو أشعة الشمس وريش ذيل الطاووس والمخلوقات الإسطورية.
تحتوي باغودا دامايازيكا مخطط مشابه لمبنى ستوبا في باهاربور في الهند، الذي ينتمي لفلسفة تنترا. لا تحتوي على قاعدة مربعة مثل العديد من الستوبا في باغان، بل عوضًا عن ذلك، تحتوي على قاعدة خماسية مع قاعات شعاعية وحواف منخفضة.
تأثر معبد أناندا (انتهى بناؤه عام 1090)، وهو أحد المعابد الأولى التي أُقيمت في باغان، بالعمارة الهندية. يمثل المعبد المقبب فرعًا لثيرافادا البوذية التي كانت الديانة الرسمية لباغان في الوقت الذي بُني فيه. تشمل السمات المعمارية للمعبد قاعات مقببة من الطوب وتماثيل بوذا وأسقف مدببة وغياب المصاطب. يمتلك المعبد أحد الاستخدامات الأولى للبياتات أو السقف المتدرج، مما يشير إلى وجود عرش بداخله.  في كل من الرموز الملكية والدينية، تُظهر العديد من صور المعبد بوذا جالسًا أمام عدد فردي من طبقات البياتات.
صمدت العديد من المعالم التاريخية في باغان بشكل جيد بسبب المناخ الجاف. تحتوي باغان على واحدة من أكبر تجمعات المعابد في العالم، وبالتالي فهي واحدة من أهم مواقع الحج في ميانمار. ما تزال العديد من لوحات المعابد والجداريات مرئية. تشمل المواقع المعمارية البارزة في باغان معبد بوبايا ومعبد باغودا ودامايانغي وغاودوبالين وهتيلومينلو ومعابد إن هبايا ستوبا ومعبد مهابودهي ومينغالازيدي باغودا ومجموعة مينوشانتا ستوبا ومعبد تاونغ كيونغ ودير ناتلونغ كيونغ ومعبد ناتلونغ كيونغ وستوبا نغا- كايوي- نا- داونغ ومعابد باهتو ثاميا وشويغوغي باغودا وباغودا شويزيغون ومعبد السليماني ومعبد تاتبايينو.